# 83 Herculis
83 Herculis är en orange jätte i Herkules stjärnbild.
Stjärnan har visuell magnitud +5,56 och är synlig för blotta ögat vid god seeing. Den befinner sig på ett avstånd av ungefär 405 ljusår.